# Лайли (лурская кукла)
Лейли (лурский язык = لیلی), также Бахиг или Бавиг, представляет собой шарнирную танцевальную куклу, популярную среди лурского народа Ирана (в основном бахтиары и южные луры).

## Этимология
Название Лейли происходит от средневекового фольклора и любовной истории: Лейли и Маджнун. Лейли — символ любимого, который духовно красив. Название Бавиг (Багиг) на лурском языке означает невесту. Слово относится к женственности, молодости и жизнеспособности этого марионеточного персонажа.

## Структура и функция
Дети могут сделать кукольный танец, потянув за верёвку, привязанную к их рукам. Структура этой навесной куклы проста и примечательна. Природные материалы используются, за исключением украшений, таких как блестки, стеклянные бусины и красочные ленты. Куклы, марионетки и маски позволяют простым людям заявить, что невозможно в реальной ситуации; например, в эпоху Каджара в Иране, люди критиковали политику и социальные условия правления Ахмад-шаха посредством кукольного театра, не опасаясь наказания. Лейли также представляет и поддерживает культурную традицию, которая постепенно исчезает в городской жизни. Фактически, когда они переезжали из деревень в города для улучшения своего жизненного уровня, лурские женщины постепенно стали носить Чадор и Манто (иранские общественные комбинезоны) как общую верхнюю одежду с ограниченной цветовой палитрой. Это привело к единообразию среди вновь прибывших в город, родом из разных племён.